# Abbaye Notre-Dame de Loos
L’abbaye Notre-Dame de Loos, fondée au XIIe siècle, est une ancienne abbaye de l'ordre de Cîteaux situé à Loos-lez-Lille, près de Lille, dans le Nord, à proximité de la Haute-Deule. Les bâtiments sont nationalisés lors de la Révolution française.
Elle a abrité une partie de la maison centrale de Loos entre 1817 et 2011.

## Histoire

### Fondation
L'abbaye de Loos a été fondée en 1146 par Thierry d'Alsace (1099-1168) et par sa femme Sibylle d'Anjou, comtesse de Flandre. Les religieux de l'ordre de Citeaux s'y établirent sur un terrain qu'ils acquirent des sires de Duremont, de Prémesques et de Bernard d'Annekin, lequel était tenu en fief par Pierre Barges et en arrière-fief du comte de Flandre. Jean Belle en fut le premier abbé. 

### Croissance
L'abbé avait sous sa direction six maisons de femmes : Notre-Dame du Bradie à Annay-sous-Lens ; Notre-Dame de Sauchois près de Tournai, de l'ordre cistercien ; Notre-Dame du Verger de Oisy-le-Verger ; Notre-Dame du Mont d'Or à Wevelgem ; le Repos de Notre-Dame à Marquette près de Lille et l'abbaye de Flines, ces quatre dernières de l'ordre de Clairvaux. L'abbé était en outre proviseur perpétuel de l'hospice Comtesse.
Les insurgés de la révolte des Gueux la pillèrent en 1566. La chapelle de Notre-Dame-de-Grâce, à Loos, achevée et bénie en 1591, fut bientôt agrandie et consacrée par l'évêque Michel d'Esne, en 1611. Les archiducs Albert et Isabelle y vinrent en pèlerinage après leur entrée solennelle à Lille.

### Fin à la Révolution
L'abbaye et ses dépendances, par le décret du 2 novembre 1789 devint un bien national et fut vendue. Le négociant lillois Pierre Urbain Virnot, membre d'une famille de gros acquéreurs de biens nationaux, fut déclaré le 24 juin 1798 propriétaire à titre personnel des 111 ha de l'abbaye (avec église, basse-cour, draperie et dépendances). À la suite de la faillite de l'entreprise familiale en 1811, l'abbaye est vendue en 1812 par les créanciers pour 500 000 francs au département du Nord. La chapelle ne fut détruite qu'après 1811.

### La prison
On pensait à l'origine y installer un dépôt de mendicité. Par ordonnance du roi du 6 août 1817, elle devient «  maison de force et de correction » et «  prison cellulaire  » en 1906. Elle l'est restée jusqu'en 2011. En 1890, cette prison est dit-on très sûre et très salubre et contient de nombreux locaux divisés convenablement pour la séparation des différentes classes de détenus. Les prisonniers tant hommes que femmes sont employés à différents genres de travaux. Des ateliers tels que filatures du lin, ateliers de couture de sarraux brodés de cordonnerie et de menuiserie sont créés à cet effet. Le 3 novembre 1927 y est créé pour la première fois en France un service d'anthropologie pénitentiaire destiné à permettre la réadaptation sociale des délinquants.
Occupée par les Allemands durant les deux guerres, elle subit de gros dégâts. Parqués dans la prison, le 1er septembre 1944, deux jours avant la libération de Lille, 871 Nordistes furent déportés vers les camps de concentration nazis.
Le 28 décembre 1950, Otto Abetz, ambassadeur de l'Allemagne nazie à Paris pendant la Seconde Guerre mondiale, condamné en juillet 1949 à vingt ans de travaux forcés, est transféré à Loos. Il y retrouve cent cinquante prisonniers dignitaires nazis.
L'abbaye perd sa chapelle, pourtant inscrite à l'inventaire supplémentaire des monuments historiques, en 1962, pour construire un terrain de sport pour les gardiens et les détenus. On profite de la construction de l'A25 et de l'élargissement du canal à grand gabarit, pour évacuer les gravats en toute discrétion. Les bâtiments datant du XIXe siècle de la prison ont été détruits en 2016, pour une reconstruction sur place qui devrait aboutir en 2022. Les bâtiments de l'abbaye datant du XVIIIe siècle devaient, au départ, être détruits eux aussi, bien que toitures, frontons sculptés et une partie des façades soient inscrits à l'inventaire supplémentaire des monuments historiques . Heureusement une levée de boucliers dans les médias locaux, et une pétition ont poussé l'administration pénitentiaire à revoir ses plans. Aux dernières nouvelles, l'abbaye sera restaurée et utilisée comme centre de préparation à la libération pour des détenus en fin de peine.

## Héraldique
| Armoiries de l'Abbaye Notre-Dame de Loos | Les armes de l'abbaye se blasonnent ainsi : d'azur, à huit fleurs de lis d'or, mises en orle, à l'écu d'or, au lion de sable, armé et lampassé de gueules. |

## Prieuré
- Prieuré de Flers-en-Escrebieux

## Liste des abbés connus
- le premier : Jean Belle Ier envoyé par son maître saint Bernard
- Dom Nicolas-François du Béron (1672-1746), religieux à Loos, chapelain à l'abbaye du Saulchoir, maître des bois à Loos, élu abbé de Loos le 29 mai 1727, vicaire général de l'ordre de Citeaux dans les Pays-Bas français, décédé à Lille au refuge de l'abbaye de Loos le 17 février 1746, à 73 ans[12].
- le dernier : Dom Antoine Billau, élu député du clergé aux États généraux de 1789, 41e abbé

## Personnalités liées
- Carpentier de La Bassée (1573-1606) élève la chapelle Notre-Dame-de-Grâce à proximité de l'abbaye, dont le premier miracle recensé le 23 août 1581 fut celui de Jacques Dubois. Carpentier obtint pour lui et ses successeurs l'usage de la mitre et autres ornements pontificaux. C'est ainsi qu'il reçut Albert d'Autriche (1559-1621), souverain des Pays-Bas et son épouse Isabelle-Claire-Eugénie d'Autriche, lors de leur premier entrée à Lille.
- Ignace Delfosse, savant et écrivain, élu abbé en 1704.
- Horace Valbel (1858-1924), en fut l'administrateur et y est mort.

## Élément patrimonial

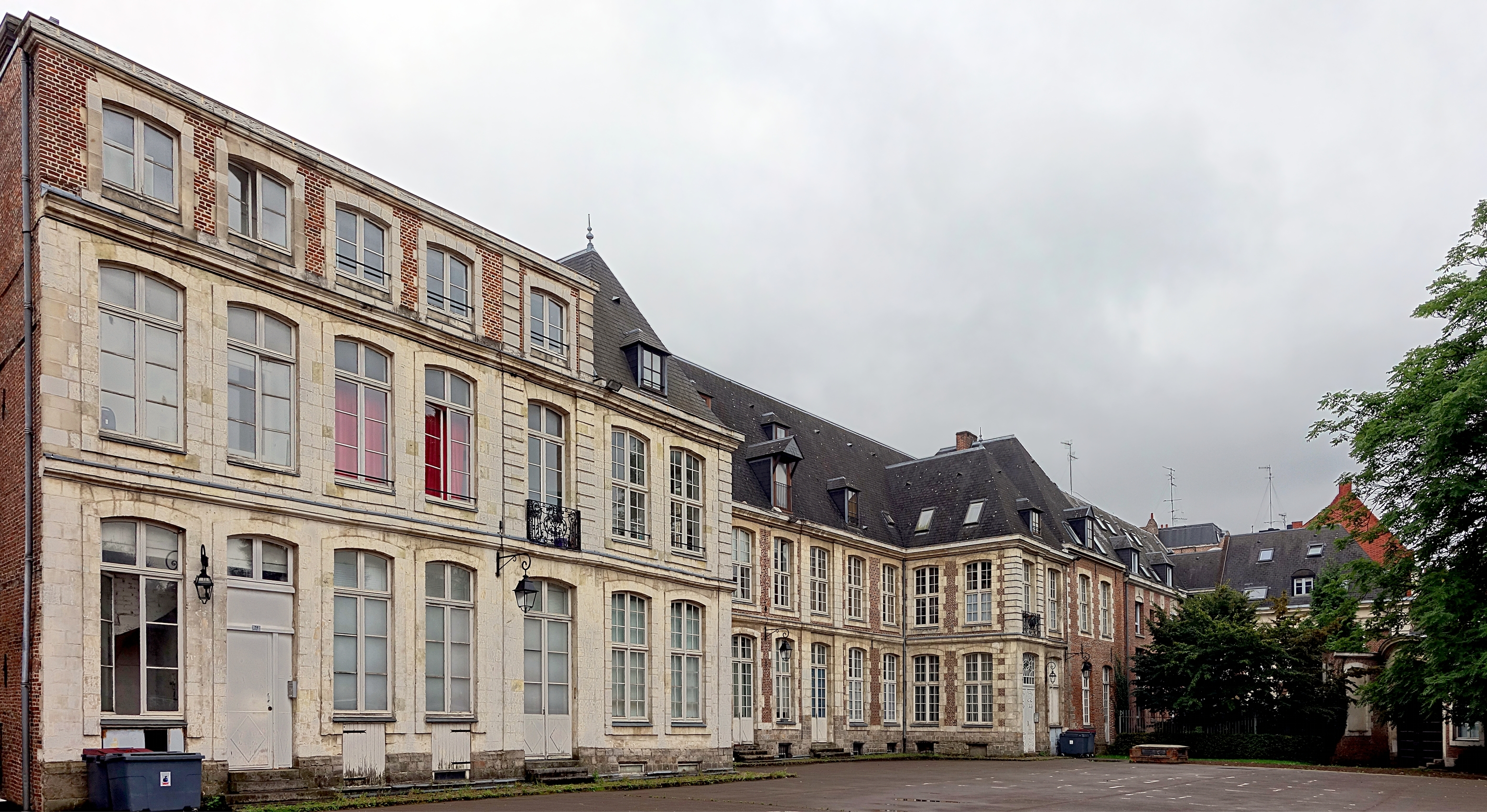
Le refuge de l'abbaye à Lille.

Contrairement au refuge de l'abbaye de Loos situé à Lille, l'ancienne abbaye n'est pas inscrite sur la liste des monuments historiques, ce qui a failli entraîner sa disparition au titre du projet de nouveau centre pénitentiaire du début du XXIe siècle.
L'enclave historique de l'abbaye est en 2018 préservée et son architecture externe restante se trouve promise à un nouvel avenir non carcéral.

## Œuvres d'art liées

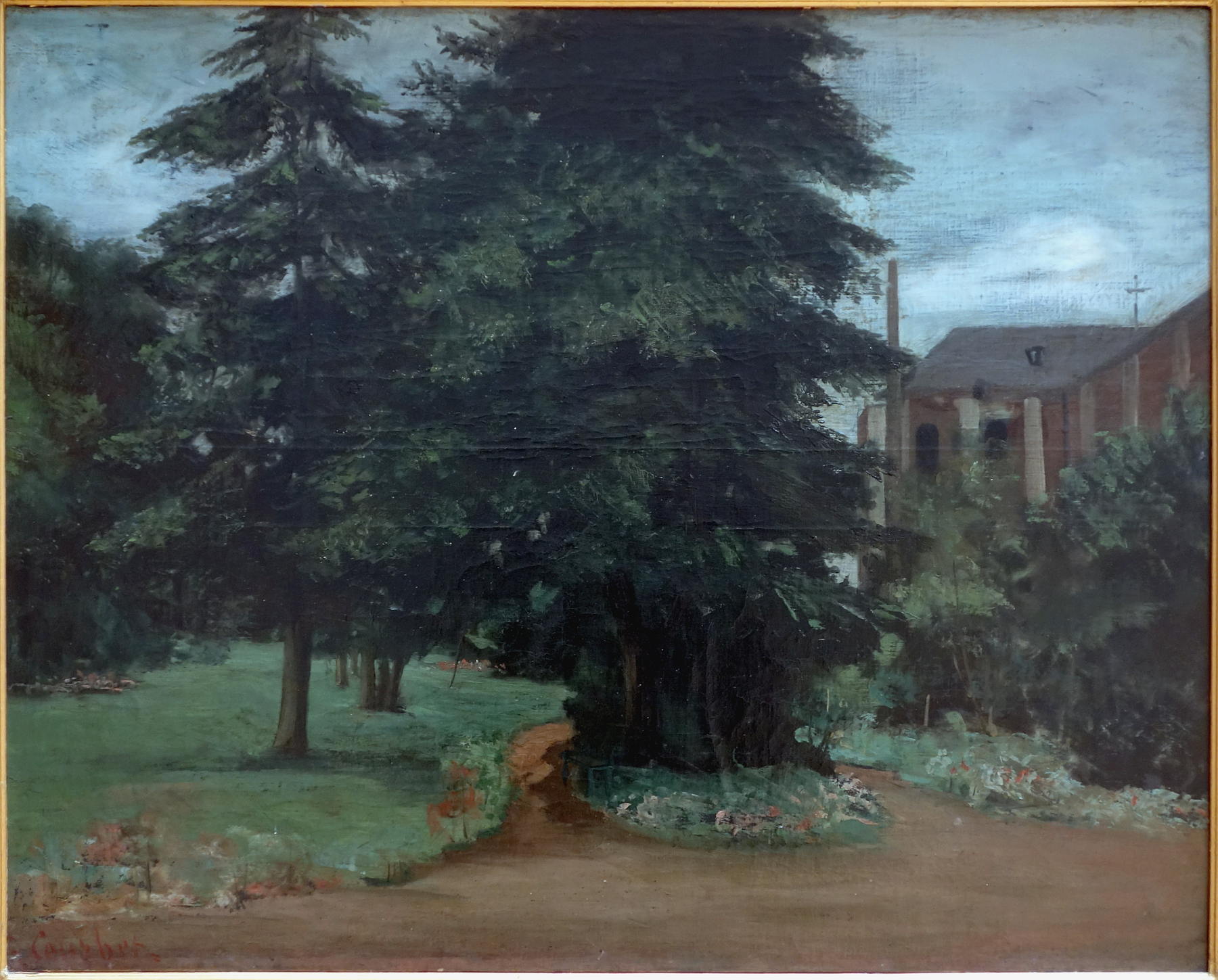
Jardin de l'abbaye (1851), huile sur toile de Gustave Courbet.

- Vierge à l'enfant, XIVe siècle europeana.eu
- Jardin de l'abbaye (1851), huile sur toile de Gustave Courbet — Palais des beaux-arts de Lille ; europeana.eu